# Pariżskij wiestnik
Pariżskij wiestnik (ros. Парижский вестник, fr. Le courrier de Paris) – emigracyjne pismo rosyjskie w okupowanym Paryżu podczas II wojny światowej
Pierwszy numer pisma wyszedł 14 czerwca 1942 r. Ukazywało się ono w okupowanym Paryżu co niedzielę po rosyjsku. Było organem prasowym Zarządu do spraw Rosyjskich Emigrantów we Francji (niem. Vertrauensstelle der Russischen Emigranten in Frankreich; ros. Управление делами русских эмигрантов во Франции; fr. Direction des Affaires des Emigres Russes en France) pod kierownictwem Jurija S. Żeriebkowa. Pierwszym redaktorem naczelnym został Paweł N. Bogdanowicz. Na pocz. listopada 1942 r. zastąpił go O. W. Puzino, zaś pod koniec sierpnia 1943 r. funkcję redaktora objął N. W. Piatnicki. Z tygodnikiem współpracowało ok. 100 osób, wśród których była grupa stałych autorów artykułów (m.in. ataman gen. Piotr N. Krasnow, J.S. Żeriebkow, Ilia D. Surguczow, Władimir K. Abdank-Kossowski, Iwan S. Szmielow, gen. Nikołaj N. Gołowin, płk P.W. Kartaszow) i większa grupa emigrantów epizodycznie wysyłających swoje teksty do redakcji, w tym „własowców” (najczęściej piszących pod pseudonimami) związanych z Rosyjską Armią Wyzwoleńczą (ROA). Artykuły i felietony publikowane w piśmie dotyczyły głównie życia emigracji rosyjskiej w okupowanej Francji, w tym zwłaszcza Paryżu. Dużą rolę odgrywały propagandowe teksty o charakterze proniemieckim i antysemickim. Ponadto w piśmie znajdowały się komunikaty kierownictwa Zarządu do spraw Rosyjskich Emigrantów we Francji, analizy poświęcone różnych aspektom sowieckich rządów w ZSRR, przeglądy wydarzeń wojennych, literackie recenzje, kronika emigracji, nekrologi, reklamy. Pismo przestało wychodzić 12 sierpnia 1944 r. Ogółem ukazało się 112 numerów.